# Elektrický přenos výkonu

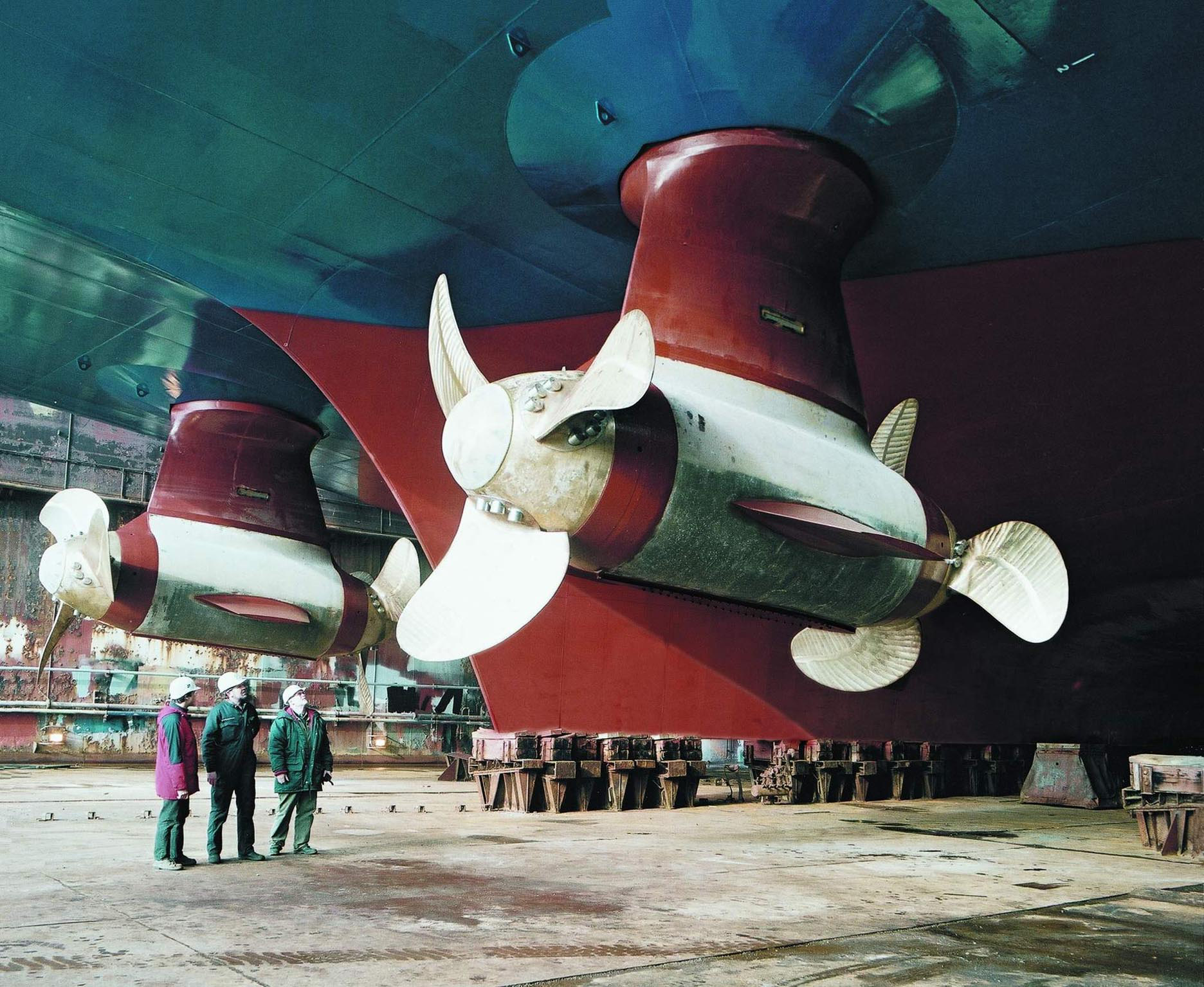
Otočné gondoly zaoceánské lodi

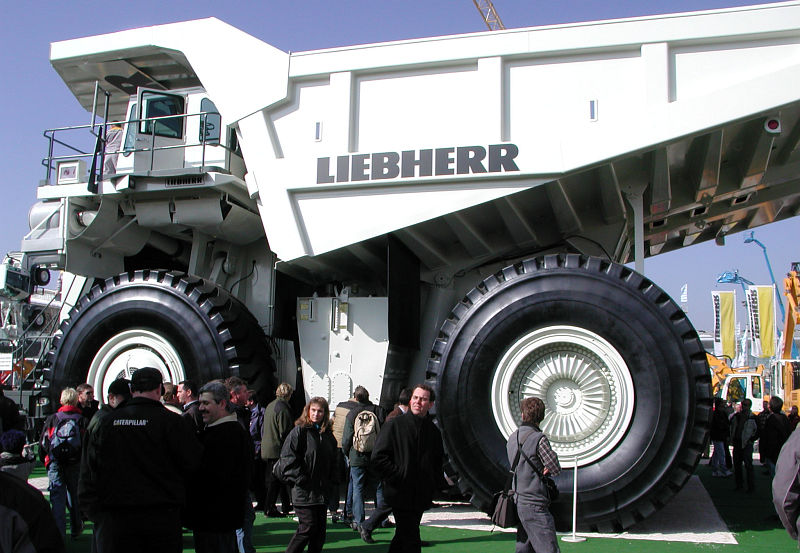
Dumper

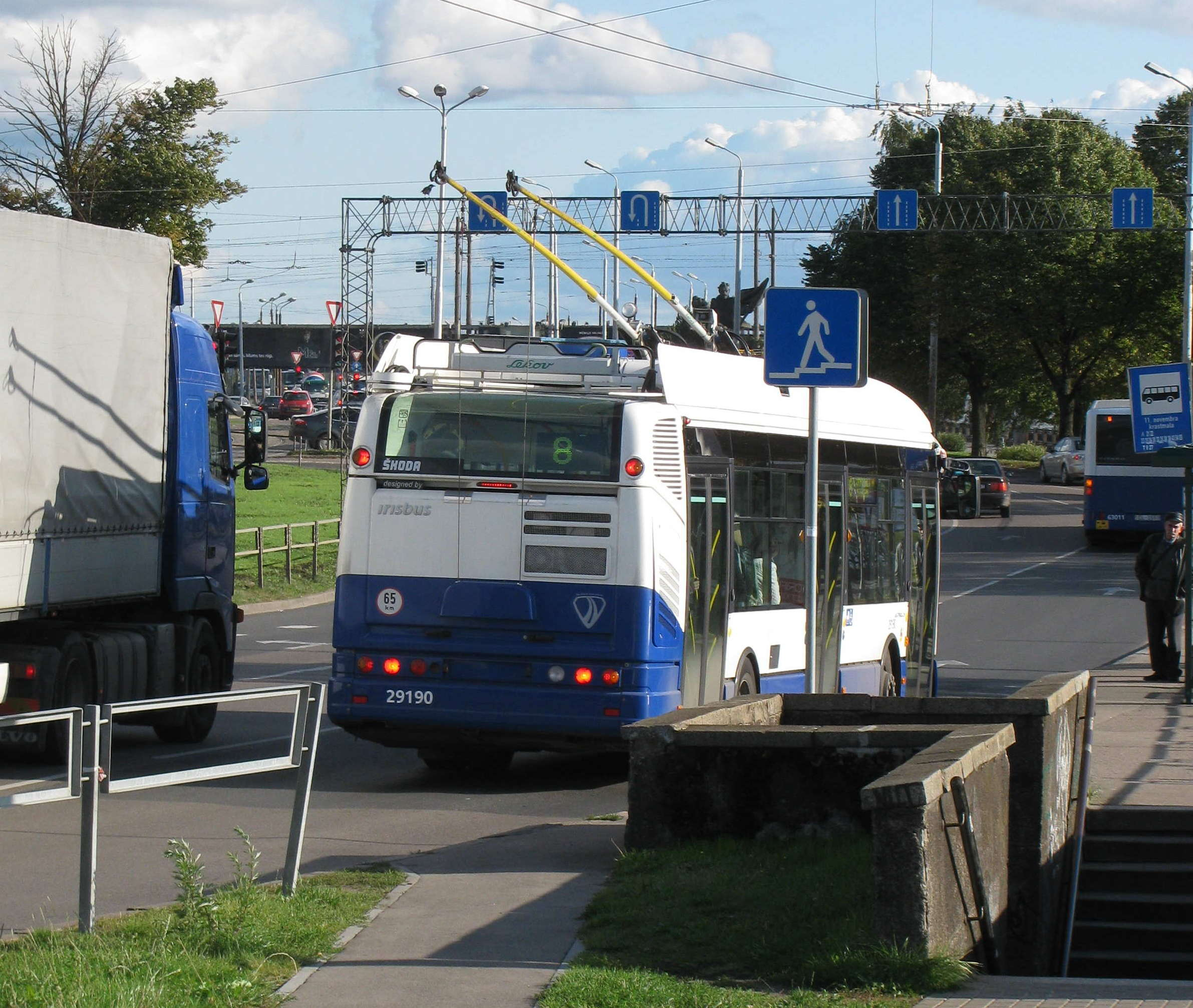
Trolejbus s pomocným dieselagregátem manipuluje se sběrači v zastávce, kde končí trakční vedení

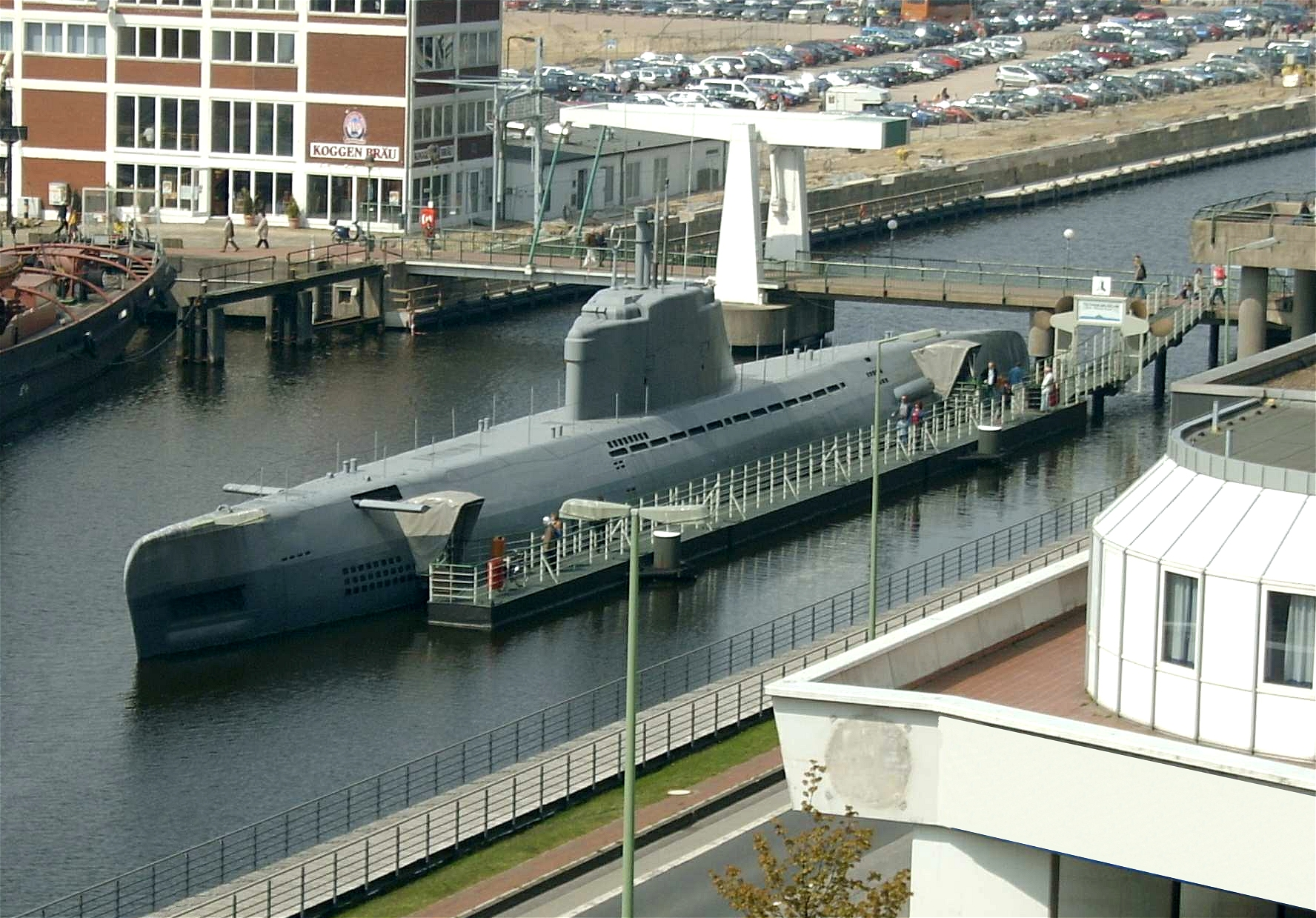
Německá ponorka

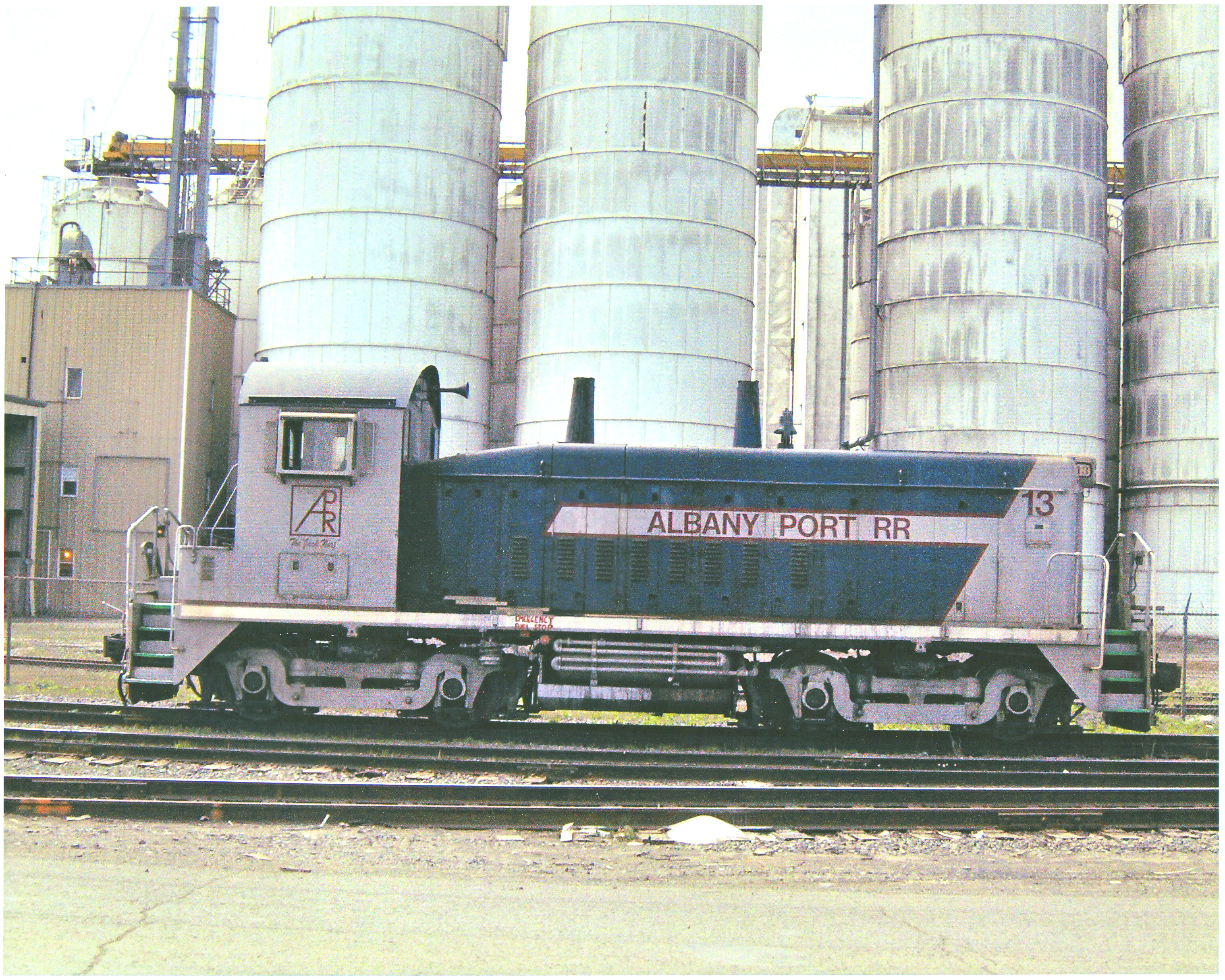
Lokomotiva EMD typu SW9

Elektrický přenos výkonu je technický princip přenosu výkonu z prvotního motoru na koncový článek pohonu prostřednictvím elektrické energie.
Výraz elektrický přenos výkonu je pro tento článek převzat z oboru techniky železničních hnacích vozidel, kde je zaveden. Pro tentýž technický princip může být v jiných oborech užíváno jiné názvosloví (např. dieselelektrický pohon); někde (hybridní automobily) je názvosloví dosud neustálené.

## Popis
Účelem je – jako u každého přenosu výkonu – překonávat rozdíl mezi momentovou charakteristikou prvotního zdroje, např. téměř konstantním krouticím momentem spalovacího motoru, a požadavky na proměnnou tažnou sílu (resp. moment) na výstupu, jakým je pohon vozidla nebo plavidla; zastává tedy funkci převodovky, obvykle s proměnným převodem. Umožňuje také vzájemně nezávislé umístění zdroje elektrického proudu a trakčního elektromotoru, propojených jen kabeláží.
Prvotním zdrojem energie bývá nejčastěji vznětový motor, méně často zážehový motor, spalovací nebo parní turbína. Tento zdroj (poháněcí stroj) je mechanicky spojen s elektrickým generátorem (poháněný stroj) a spolu tvoří motorgenerátor. Ten je zdrojem elektrického proudu pro trakční elektromotor(-y), které převádějí elektrickou energii zpět na mechanický pohyb.
Podle druhu použitého elektrického proudu se rozdělují elektrické přenosy výkonu na tři základní skupiny:
- stejnosměrný (DC/DC) – historicky nejstarší druh, zdrojem trakčního proudu je dynamo, vozidlo nebo plavidlo pohánějí stejnosměrné motory
- smíšený, střídavě stejnosměrný (AC/DC) – namísto dynama je zdrojem proudu pro stejnosměrné trakční motory trakční alternátor s usměrňovačem
- střídavý (AC/AC) – zdrojem proudu je trakční alternátor, asynchronní nebo synchronní trakční motory jsou napájeny z polovodičových měničů

## Srovnání s jinými principy přenosu výkonu

### Výhody
- vhodnou regulací je možné sladit optimální režim prvotního zdroje a pohonu dopravního prostředku
- dosahuje vysokého záběrového momentu při rozběhu (rozjezdu)
- umožňuje rozběh prvotního zdroje bez zátěže bez použití dalšího konstrukčního prvku (spojky)
- snadná reverzace
- snadný přenos energie i mezi vzájemně se pohybujícími částmi dopravního prostředku (podvozek lokomotivy, otočná gondola s lodním šroubem)
- snadné ovládání, spojitá regulace
- umožňuje generátorové brzdění do odporů, případně do akumulátorů či vysoce kapacitních kondenzátorů nebo rekuperaci do sítě pro další využití
- vyšší účinnost ve srovnání s hydrodynamickým a hydromechanickým přenosem výkonu
- možnost kombinace s bateriovým pohonem – využíváno u ponorek a hybridních automobilů

### Nevýhody
- vyšší hmotnost
- složitost
- vyšší cena

## Příklady použití
- dieselelektrické lokomotivy a železniční motorové vozy
- plavidla (trajekty, ponorky)
- autobusy a automobily s hybridním pohonem (spalovací motor + akumulátor)
- hybridní trolejbusy s pomocným spalovacím motorem
- stíhačů tanků Ferdinand
- Crawler-Transporter – transportéry pro přesun amerických raket a raketoplánů